# Спинетта, Луис Альберто
Луи́с Альбе́рто Спине́тта (исп. Luis Alberto Spinetta; 23 января 1950, Буэнос-Айрес — 8 февраля 2012, там же), также известный как El Flaco — аргентинский певец, музыкант, поэт и композитор, один из наиболее влиятельных представителей аргентинского рока.

## Биография

### Детство
Луис Альберто Спинетта родился в Бельграно, районе Буэнос-Айреса, 23 января 1950 года. Его отец был певцом-любителем в жанре танго. Луис Альберто с детства увлекался музыкой и в возрасте 12 лет принял участие в национальном песенном конкурсе, где был отобран в финал. В то же время он начал учиться игре на гитаре. В средней школе Луис Альберто познакомился с Эмилио дель Герсио, который стал его хорошим другом и единомышленником. Вместе они основали собственный музыкальный коллектив.

### Almendra

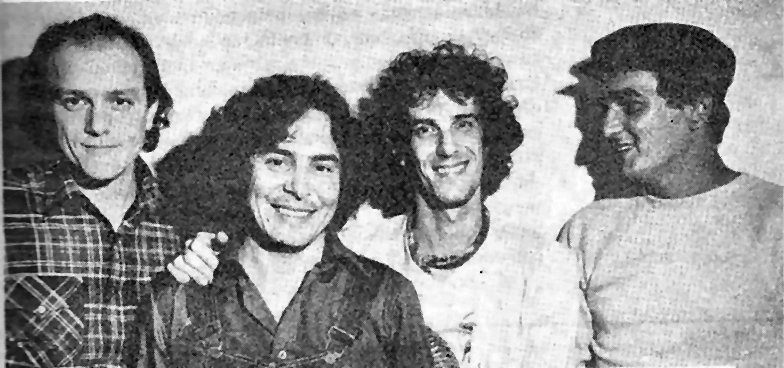
Группа Almendra. Спинетта третий слева

В 1967 году Луис Альберто Спинетта вместе с одноклассниками Эмилио дель Герсио (бас-гитара и вокал), Эдельмиро Молинари (гитара и вокал) и Родольфо Гарсия (ударные) основали рок-группу Almendra. В декабре 1969 года вышел первый альбом группы под названием Almendra, который имел большой успех у публики и сейчас считается одним из лучших в истории аргентинского рока. В конце 1970 года группа распалась из-за разногласий между участниками, на прощание выпустив двойной альбом Almendra II. На одном из последних концертов собралась аудитория в 10 000 зрителей. После распада группы музыканты начали свои собственные проекты: Эдельмиро Молинари основал Color Humano, Эмилио дель Герсио и Родольфо Гарсия объединились в Aquelarre, а Спинетта уехал во Францию.

### Pescado Rabioso
По возвращении на родину Спинетта записал сольный альбом Spinettalandia y sus amigos (1971), после чего создал блюз-роковую группу Pescado Rabioso, в которую вошли бас-гитарист Освальдо Фрассино, позднее замещенный Давидом Лебоном, ударник Блэк Амая и клавишник Карлос Кутаия. В 1972 году группа выпустила первый альбом Desatormentándonos и в ноябре того же года начала запись двойного диска Pescado 2, который поступил в продажу в январе 1973 года. После этого группа распалась, но Спинетта вместе с братом и друзьями записал под именем группы ещё один альбом — Artaud (1973), в который вошли песни, написанные для Pescado Rabioso. Диск был назван в честь Антонена Арто, который был кумиром Спинетта.

### Invisible
В конце 1973 года Спинетта вместе с басистом Карлосом Альберто «Мачи» Руфино и ударником Эктором «Помо» Лоренсо основали новую группу Invisible. Группа выпустила три альбома: Invisible (1974), Durazno sangrando (1975) и El jardín de los presentes (1976), но так и не приобрела широкой известности. В декабре 1976 года состоялись два прощальных концерта на стадионе Luna Park, после чего группа прекратила существование.

### Banda Spinetta, Almendra и Spinetta Jade

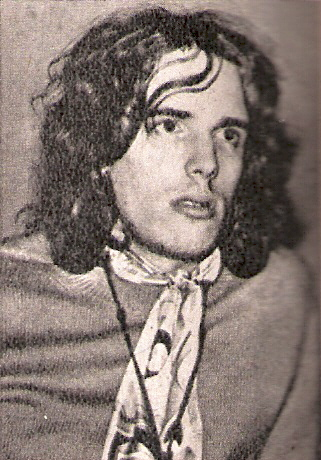
Спинетта в 1977 году

В 1977 году Спинетта, объединившись с несколькими музыкантами в коллектив Banda Spinetta, записал новый диск A 18’ del sol в стиле джаз-фьюжн.
При помощи теннисиста Гильермо Виласа в 1979 году Луис Альберто Спинетта уехал в США, где вместе с американскими музыкантами записал свой единственный англоязычный альбом Only Love Can Sustain. Диск имел коммерческий характер и, по словам самого музыканта, не отражал его подлинный стиль. В том же году произошло воссоединение группы Almendra, которая записала новый студийный диск El Valle Interior (1980) и выпустила двойной концертный альбом Almendra en Obras (1980). Параллельно выступлениям в составе Almendra в 1980 году Спинетта вместе с клавишниками Диего Рапопортом и Хуаном дель Баррио, басистом Бето Сатраньи и ударником Эктором «Помо» Лоренсо создал новую группу Spinetta Jade. Её дебют состоялся 3 мая 1980 года на стадионе Obras Sanitarias. В сентябре Spinetta Jade с группой Чарли Гарсии Serú Girán дали совместный концерт, который журналисты назвали событием года. Spinetta Jade записали четыре студийных альбома: Alma de diamante (1980), Los niños que escriben en el cielo (1981), Bajo Belgrano (1983) и Madre en años luz (1984), постепенно изменив стиль от джаза до синтипопа. В 1985 году группа распалась.
Одновременно с выступлениями в музыкальных коллективах Спинетта выпустил два сольных альбома: Kamikaze (1982) и Mondo di cromo (1983).

### Сольные выступления в 1980-х
В 1986 году вышел сольный альбом Спинетта Privé, в который вошли также песни, записанные вместе с Чарли Гарсией и Леоном Хьеко. В том же году поступил в продажу совместный диск Луиса Альберто Спинетта и Фито Паэса La la la, который был хорошо воспринят публикой и критиками. В 1988 году музыкант записала новый альбом Téster de violencia, который был признан лучшим концептуальным альбомом своего времени и лучшим альбомом года по версии газеты Clarín. В 1989 году Спинетта выпустил диск Don Lucero, который также был назван лучшим за год. В 1990 году вышел первый концертный альбом певца Exactas, записанный в Университете Буэнос-Айреса при участии известных аргентинских музыкантов. После периода без публичных выступлений Спинетта принял участие на фестивале Mi Buenos Aires Rock, организованном властями Буэнос-Айреса в декабре 1990 года. Фестиваль посетили 150 000 человек.
Следующий альбом Спинетта Pelusón of milk (1991) снова был назван лучшим альбомом года в Аргентине.

### Spinetta y los Socios del Desierto
В 1994 году Спинетта записал саундтрек к фильму «Серое пламя», после чего посвятил себя новому проекту — Spinetta y los Socios del Desierto, к которому также присоединились Даниэль Вирц (ударные) и Марсело Торрес (бас). Группа провела концертное турне по Аргентине, завершившееся концертом в Оперном театре, который впоследствии был признан лучшим шоу года.
В марте 1996 года Спинетта дал бесплатный концерт в Parque Tres de Febrero.
Через несколько лет споров со звукозаписывающими компаниями в 1997 году был издан двойной альбом Spinetta y los Socios del Desierto, в который вошли песни, ранее исполнявшиеся вживую. Диск быстро взлетел на вершину аргентинских чартов. В том же году Спинетта принял участие в программе MTV Unplugged.
Вместе с этой группой Спинетта записал также концертный альбом San Cristoforo (1998) и студийный Los ojos (1999).

### Сольные выступления в 2000-х
В 2000-х годах Луис Альберто Спинетта вернулся к сольным выступлениям. В 2001 году вышел его альбом Silver Sorgo, а в 2003-м — Para los árboles. В 2006 году музыкант вернулся к звучанию Spinetta Jade на новом диске Pan. В 2008-м Спинетта записал Un mañana, который был признан лучшим альбомом года.
23 октября 2009 года певец принял участие в концерте Чарли Гарсии в рамках их совместного проекта Spinetta / García.
4 декабря 2009 года музыкант дал большой концерт на стадионе Велес Сарсфилд в Буэнос-Айресе, который продолжался пять с половиной часов. Спинетта сыграл со всеми коллективами и исполнителями, с которыми он сотрудничал на протяжении своей сорокалетней карьеры, а также с Хуансе и Густаво Серати. 4 декабря 2010 года этот концерт вышел на DVD.

### Болезнь и смерть
В середине 2011 года у Спинетты был обнаружен рак лёгких, ставший причиной смерти музыканта 8 февраля 2012 года.

## Дискография
| - Almendra (1969) - Almendra II (1970) - El Valle Interior (1980) - Almendra en Obras I/II (1980, концертный) - Desatormentándonos (1972) - Pescado II (1973) - Artaud (1973) - Estado de coma (1974, SP) - Invisible (1974) - La llave de Mandala (1974, SP) - Viejos ratones del tiempo (1974, SP) - Durazno Sangrando (1975) - El Jardín de los Presentes (1976) - Alma de Diamante (1980) - Los Niños Que Escriben En El Cielo (1981) - Bajo Belgrano (1983) - Madre en Años Luz (1984) - Socios del Desierto (1996) - San Cristóforo (1998, концертный) - Los Ojos (1999) | - Spinettalandia y Sus Amigos — La Búsqueda de la Estrella (1971) - Artaud (1973, выпущен как альбом Pescado Rabioso) - A 18’ del Sol (1977) - Only Love Can Sustain (1979) - Kamikaze (1982) - Mondo Di Cromo (1982) - Privé (1986) - La La La (1986, с Фито Паэсом) - Téster de Violencia (1988) - Don Lucero (1989) - Exactas (1990, концертный) - Pelusón Of Milk (1991) - Fuego Gris (1993, саундтрек) - Estrelicia (1997, MTV Unplugged) - San Cristóforo: Un Sauna de Lava Eléctrico (1998, концертный) - Elija y Gane (1999, сборник лучших хитов) - Silver Sorgo (2001) - Argentina Sorgo Films Presenta: Spinetta Obras (2002) - Para los Árboles (2003) - Camalotus (2004) - Pan (2006) - Un Mañana (2008) - Spinetta y las Bandas Eternas (2010, концертный) |